# Tema de James Bond
El «Tema de James Bond» es una composición instrumental de aire jazzístico que aparece de forma recurrente en todas las películas de James Bond. Se usa en la secuencia de Gunbarrel como una introducción a cada filme, con la excepción de la película Casino Royale. Aparece también con los rótulos iniciales en dos películas, Dr. No y Desde Rusia con amor. 

## Uso del tema
En las primeras películas, El tema de James Bond fue utilizado como un leitmotiv asociado al agente, pero en películas posteriores se utilizó como un tema de acción. Muchos compositores, como Michael Kamen, han utilizado de manera abundante el Tema de James Bond en sus partituras. Sin embargo John Barry a pesar de crear la versión definitiva del tema, solo ha usado el Tema de James Bond en momentos puntuales y específicos. En varias películas como On Her Majesty's Secret Service, Barry ha preferido dejar de lado el Tema de James Bond y usarlo de manera escasa en la partitura, y darle más importancia a otros leitmotivs de la banda sonora.

## Controversia
Monty Norman ha sido acreditado como el creador del Tema de James Bond y ha recibido regalías desde 1962. Para Dr. No , el tema fue orquestado por John Barry, quien posteriormente compondría la música de 11 filmes para la serie de James Bond.
Aunque legalmente Norman es reconocido como el creador del Tema de James Bond, la mayoría de los aficionados reconocen a Barry como el verdadero creador del tema al ser él quien le dio el sonido y la orquestación definitiva.
El distintivo riff de guitarra eléctrica que se escucha en la versión original del tema es interpretado por Vic Flick, amigo de Barry.

## Variaciones
El "Tema de James Bond" en su historia fílmica ha sufrido diversas variaciones. El tema musical también ha tenido diversas adaptaciones dependiendo del estilo musical imperante de cada época.
A continuación se listan las variaciones más importantes:
- Versión clásica: es la versión con los arreglos y orquestaciones de John Barry y con Vic Flick en los riffs de guitarra eléctrica. Esta versión del tema está asociada con las películas de Sean Connery y ha aparecido desde Dr.No hasta Diamonds Are Forever (con la excepción de On Her Majesty's Secret Service). Para todos los compositores de Bond, la versión base para trabajar es esta.

- On Her Majesty's Secret Service: para esta película, Barry presentó una versión diferente del tema en donde, en vez de ser interpretado por los arreglos habituales, la melodía era interpretada en un sintetizador moog. Esta versión del tema se hizo como una forma de poder distinguir a George Lazenby de Sean Connery.

- Versión Sinfónica: con la llegada de Roger Moore, Barry hizo debutar una nueva versión del tema. Esta variación presenta arreglos mejor trabajados y una orquestación más espectacular y eliminando definitivamente el sonido de guitarra eléctrica. Ha aparecido en todas las películas de Bond escritas por Barry, a partir de The Man With The Golden Gun hasta The Living Daylights, su última película para la serie. En The Living Daylights el tema también aparece en su versión sinfónica con la diferencia de que los sintetizadores son los que marcan el compás del tema; esa variación sirvió como una forma para diferenciar a Timothy Dalton de los Bonds anteriores.

- En Vive y deja morir, se presenta una variación a cargo de George Martin en el marco de la Blaxploitation como eje central de la película.

- Bond 77: en la película La espía que me amó, Marvin Hamlisch presenta una variación del tema en un estilo muy apegado a la música Funky y Disco, estilos muy populares en esa época. Hamlisch decidió nombrar a su versión del tema como Bond 77 debido a que ese fue el año en la que película se estrenó.

- GoldenEye: el compositor Eric Serra fue fuertemente criticado por los aficionados por la forma en la que usó el Tema de James Bond, en esta ocasión minimizando el protagonismo que tenía en las películas anteriores. Su versión del tema de James Bond está interpretada en sintetizadores y junto al uso de ciertos coros hindúes se le da un enfoque tétrico a la melodía. La versión que aparece del Tema de James Bond en la persecución del tanque es de John Altman, la cual interpreta el Tema de James Bond usando los arreglos clásicos de John Barry.

- El mañana nunca muere / Casino Royale: tras el malestar que causó Serra en los aficionados, el compositor británico David Arnold se encargó de tomar las riendas de la música de la serie. En Tomorrow Never Dies él usa la versión clásica del Tema de James Bond. En Casino Royale, Arnold reutilizaría nuevamente el Tema de James Bond en su versión clásica en la parte final del filme cuando Bond reasume completamente su rol típico.

- The World Is Not Enough / Die Another Day: A partir de The World Is Not Enough, Arnold presentaría su propia versión, en la que fusiona elementos orquestales (Instrumentos de viento-metal) y arreglos techno, la cual se repetiría en Die Another Day. Esta versión suele ser asociada con el actor Pierce Brosnan.